# Trubelstock
Der Trubelstock (früher auch Trubelnstock) ist ein Berg im Schweizer Kanton Wallis.
Sein Gipfel ist 2999 m ü. M. hoch; dort stossen die Gebiete der Gemeinden Crans-Montana, Varen und Inden zusammen.

## Fussnoten
1. ↑  Heinrich Furrer, Theodor Hügi: Telemagmatischer Gang im Nummulitenkalk bei Trubeln westlich Leukerbad (Kanton Wallis). In: Eclogae Geologicae Helvetiae, 1952 (45), S. 41–51.